# Памятник жертвам Талергофа
Па́мятник же́ртвам Талерго́фа (рус. дореф. Жертвамъ Талергофа 1914-1918 Галицкая Русь) — мемориал, посвящённый памяти галицких русофилов, узников австро-венгерского концентрационного лагеря Талергоф 1914—1918 годов. Расположен во Львове на территории историко-мемориального музея-заповедника Лычаковское кладбище. Сооружён в 1934 году по проекту львовского скульптора Людвика Тыровича (Туровича). Архитектор Олег Луцык.

## История создания

### Предыстория
После окончания Первой мировой войны территории Восточной Галиции оказались в составе Польской республики. Русофильские деятели Галиции сразу по окончании войны приступили к работе по увековечиванию памяти о жертвах концентрационного лагеря Талергоф, для чего ими был создан Талергофский комитет. В 1924—1932 годах во львовской типографии Ставропигийского братства комитетом было издано четыре выпуска «Талергофского альманаха», в которых публиковались собранные документальные свидетельства убийств мирных русофилов австрийскими властями в годы войны. В 1928 году русофилами был проведён первый Талергофский съезд, после которого утвердилась ежегодная традиция проведения панихиды по погибшим.

### Второй талергофский съезд и открытие памятника
В 1934 году состоялся второй Талергофский съезд галицких русофилов. В ходе съезда в честь 20-летия появления лагеря Талергоф было принято решение соорудить во Львове памятник в честь жертв этого лагеря. Под сооружение было выбрано свободное от захоронений место на Лычаковском кладбище города. Архитектором памятника стал Олег Луцык, работами по сооружению руководил инженер Людвик Турович, он же являлся автором проекта. Изготовлен памятник был в мастерской Л. и Т. Тыровичей. При большом стечении русофилов (около 15 тысяч человек) памятник был открыт. Открытие сопровождал крестный ход.
После сооружения памятника сформировалась традиция на Фомино воскресенье проводить у него панихиду «по невинным жертвам Первой Мировой войны – в Талергофе, Терезине и по иных местах замученных и страдавших».

### В советский период
После вхождения Львова в состав СССР, несмотря на то, что советскими властями были закрыты многие организации галицких русофилов Львова, им удалось сохранить традицию проведения талергофских панихид у памятника. По мере того, как живые свидетели и современники событий Талергофа становились старше и умирали, а новое поколение галичан воспитывалось в духе атеизма и принимало вместо русской — украинскую национальную идентичность, количество посетителей монумента сокращалось и встречи у него становились менее многолюдными.
В 1964 году, в память 50-летия Талергофа, к памятнику был достроен центральный цветник и поставлен бетонный бордюр. В 1972 году к памятнику было осуществлено подзахоронение скончавшегося бывшего узника Талергофа Максима Карпяка (1891—1972). В 1974 году, в память 60-летия Талергофа, к памятнику были пристроены боковые бетонные блоки с каменными таблицами и дополнительные угловые цветники, а также добавлены на русском и украинском языках дополнительные горизонтальные медные таблички с информацией о захоронении Карпяка и в  память об узниках всех концлагерей — борцов «за воссоединение Прикарпатья с Великой Русью».

### Современность
Традиция проведения многолюдных талергофских панихид у памятника возобновилась после распада СССР. Их современными посетителями являются простые прихожане главного православного храма Львова – храма Святого Великомученика Георгия, а также потомки узников Талергофа.
В сентябре 2009 года — апреле 2010 года по заказу Русского общества имени А. Пушкина города Львова были проведены реконструкторские работы на мемориале. В результате памятник был несколько перепроектирован. Научными консультантами ремонтно-восстановительных работ являлись заведующий кафедрой реставрации произведений искусства факультета изобразительного искусства и реставрации Львовской национальной академии искусств Ю. Островский и скульптор-реставратор, член Союза художников Украины С. Якунин. Исполнением работ руководил заместитель председателя Львовского регионального отделения Союза дизайнеров Украины С. В. Ищенко.
| Табличка слева | Табличка справа |

Реконструкция памятника была встречена критикой рядом потомков узников Талергофа.

## Композиция
Мемориал представляет собой стелу из чёрного мрамора, в которую вписан большой восьмиконечный крест из белого мрамора. Внизу стелы располагается надпись: «Жертвам Талергофа. 1914—1918. Галицкая Русь». Надпись высечена на мраморе, а её буквы позолочены. Вокруг надписи каймой располагается терновый венок. Венок выполнен из кованого металла и закреплён с отрывом от основы.
Перед стелой пристроены в 1974 году два боковых блока с каменными таблицами в дореформенной орфографии русского языка, которые в 2010 году заменены медными табличками с надписями на русском и украинском языках. На левой табличке написано: «Здесь покоится прах узника концлагеря Талергоф, участника подпольной борьбы с немецкими оккупантами уроженца с. Климовка на Лемковщине Максима Ивановича Карпяка 1891—1972» (укр. Тут спочиває в'язень Талергофу, борець з німецькими окупантами, який народився на Лемківщині, Максим Іванович Карпяк), на правой: «Вечная слава мученикам Талергофа, Терезина и других концлагерей — борцам за воссоединение Прикарпатья с Великой Русью» (укр. вічна слава мученикам Талергофу, Терезина та інших концтаборів — борцям за воз'єднання з Великою Руссю).

## Оценки
Ю. Островский и С. Якунин, анализируя мемориал перед реставрационными работами, 30 сентября 2009 года отметили:

Композиционная целостность из сгруппированных стел имеет конструктивистично-кубистическую стилистику и отличается подчёркнутой вертикальной направленностью членов, чёткой симметричностью с убеждающим звучанием пропорциональности и пластичности лапидарных элементов основных масс, и с учётом основных точек восприятия.

Достройки более поздних этапов нивелируют чистоту первичного авторского замысла и воплощения, нарушили целостность монументально-материального и эмоционального восприятия завершённой целостности…— 
В среде потомков узников Талергофа существуют критические оценки проведённой в 2009—2010 годах реставрации памятника и выражаются мнения, что памятник был существенно испорчен после реконструкции, в том числе присутствуют оценки реконструкции как вандализма.